# El valle de Andorra
El valle de Andorra es una zarzuela en tres actos con libreto de Luis de Olona y música de Joaquín Gaztambide estrenada el 5 de noviembre de 1852 en el Teatro del Circo de Madrid. El libreto es una adaptación de la ópera cómica francesa de igual título de J. de Saint-Georges, que con música de Halevy  se había estrenado en París en 1848.

## Listado de personajes
| Personaje       | Reparto en el estreno             |
| --------------- | --------------------------------- |
| Capitán Alegría | Francisco Salas (barítono)        |
| Colás           | Vicente Caltañazor (tenor cómico) |
| Víctor          | José González (tenor)             |
| Marcelo, pastor | Francisco Calvet (bajo)           |
| Sargento Lirón  | Juan Carceller (barítono)         |
| Luisa           | Josefa Rizo (soprano)             |
| María           | Ángela Moreno (triple)            |
| Teresa          | María Soriano (característica)    |
| Pastor          |                                   |
| Guarda          |                                   |
| Aldeano         |                                   |
| Recluta         |                                   |

## Listado de números musicales

### Acto I
Nº1 Introducción.Colás, un pastor, un guarda y coro, “¡Ah del Valle!”.
Nº2 Romanza.Marcelo, “Yo soy del Valle de Andorra el viejo pastor”.
Nº3 Cuarteto.Teresa, Luisa, Colás y Marcelo, “Cual en el claro seno de limpio rio”.
Nº4 Romanza de María, “Blanca rosa, flor galana”.
Nº5 Cavatina de Víctor y coro de cazadores, “Retorna a tus hogares, retorna cazador”.
Nº6 Aria del capitán Alegría con María y coro, “Bellísimo paisaje, magnífica alquería”, y Rataplán.
Nº7 Concertante. María, el capitán Alegría, Víctor, Colás y coro, “Tributo de sangre nos mandan pagar”
Nº8 Final 1º.María, el capitán Alegría y coro, “¡Fusilado!¡Y aún vacilo!”

### Acto II
Nº9 Introducción.Luisa, Colás y Coro, “Viva la reina de las flores”.
Nº10 Terceto.María, el capitán Alegría y Víctor, “Los vasos nos esperan”.
Nº11 Final 2º.María, Luisa, el capitán Alegría, Colás, Víctor, Marcelo y coro, “¡María!¡María! -¡Ay Cielos! -¡Qué horror!”.

### Acto III
Nº12 Canción militar. El capitán Alegría y coro de soldados, “La española infantería”.
Nº12B Orquesta
Nº12C Orquesta
Nº13 Marcha.Coro “La ley severa cúmplase”
Nº14 Final3º.María, Teresa, Luisa, el capitán Alegría, Colás, Víctor, Marcelo y coro, “La amarga desventura en dicha se trocó”.

## Orquestación
Flautín, flauta, 2 oboes, 2 clarinetes, 2 fagotes, 2 trompas, 2 cornetines, 2 trombones, figle, timbales, caja, tambor, triángulo, bombo, platillos y cuerda

## Argumento

### Acto I
El asunto es sencillo pero interesante. En un lugar de Valle viven Teresa, viuda joven y rica, teniendo en su compañía, como de la familia, a María, doncella huérfana y muy hermosa. En el mismo lugar habitan un pastor viejo, llamado Marcelo, que aparece como protector de María, según dice, por habérsela encargado la madre; Víctor, un gallardo mancebo, sin más oficio que el de cazador, y un joven aldeano llamado Colás, que no es necesario para el asunto, pero que lo ameniza con sus chistes y canto. La república de Andorra pagaba a España la contribución de unos pocos soldados. Llega el capitán Alegría a recoger los mozos, entre los cuales se sortea quienes han de ir o quedarse. Colás se libra porque saca bola blanca, pero el cazador Víctor, que saca bola negra, se desespera porque tiene que abandonar a su anciana madre, la cual no tiene más recursos que la escopeta de su hijo, y se propone desertar para no abandonarla. María, que amaba a Víctor y sabe que si lo prenden lo fusilarán, saca de casa de su ama, quien le había entregado por tener que ausentarse las llaves de su dinero, en que tenía reunidas 3000 libras, hasta mil y quinientas que el capitán pedía por la redención de Víctor. Hay que advertir que María esperaba reponer dicha cantidad con otra mayor que Marcelo le había dicho que era suya y ofrece entregarle el mismo día yendo a buscarla a una villa cercana.

### Acto II
Víctor agradecido, se vuelve al lugar para averiguar quien aprontó el dinero para redimirle, y María, que desea guardar el secreto de su acción, le dice que fue prima de él, Luisa. Víctor, aunque ama, sin habérselo dicho, a María, llevado de la gratitud, ofrece a Luisa su mano. Calcúlese el dolor de la joven, que se aumenta con la venida de Marcelo diciendo que el depositario se había fugado con el dinero de María, y el regreso de Teresa, que pronto advierte de la falta de las libras. Aunque sospecha de María, no se atreve a acusarla, hasta que el capitán Alegría le dice que quien le dio el dinero en nombre de Víctor fue aquella muchacha. Teresa, que abrigaba cierto proyecto matrimonial respecto del gentil cazador, en un arrebato de celos acusa y arroja de su casa a la huérfana.

### Acto III
Entre tanto, Víctor andaba muy confuso, porque su novia y prima Luisa, le habría asegurado de la manera más formal no haber sido ella quien había entregado el dinero para librarle de ser soldado. Y por más que, tanto él como el viejo pastor defendiesen la inocencia de María, esta iba a ser juzgada por el tribunal de ancianos del Valle. Víctor, que no podía alejarse mucho de María y deseaba auxiliarla, oye escondido que la joven confiesa a su protector Marcelo, que la había recogido al ser expulsada de la aldea, haber sido ella quien había quitado el dinero de Teresa para redimir a Víctor por el amor que le tenía. Entonces Marcelo, que creía poder sostener con verdad la inocencia de María, al ver que no había otro medio de salvarla, aunque había ofrecido guardar el secreto de la madre de Teresa, le declara a esta que María es su hermana natural, pues su madre la había procreado después de viuda y fuera del Valle. Teresa, recordando las enérgicas recomendaciones de su madre a favor de la huérfana y cae en la cuenta de que, en efecto, María es hermana suya, y se presenta al Tribunal diciendo que en un arrebato de celos había calumniado a María, y que esta no le había robado cantidad alguna. Víctor, que ya sabía todo lo que necesitaba, entrega su mano a la huérfana, y Luisa se casa con Colás, que por ella hasta había estado a punto, siendo muy cobarde, de hacerse soldado, para hallar más pronto la muerte.

## Comentario
Gaztambide compuso para esta obra una música superior en varios conceptos a la que hasta entonces había escrito. Con este libreto el insigne maestro pudo entregarse sin restricciones a su propia y natural inspiración musical, excitada por los recuerdos de los países que había conocido y amado en su infancia, avivados por su fogosa imaginación y su exaltado temperamento.

Al comenzar la obra amanece en el lozano y tranquilo valle. La orquesta preludia con un canto de violines que apoyan los violoncelos con sus notas picadas y acompañan dulcemente las violas, poco a poco van entrando los instrumentos de viento menos ruidosos a enlazarse con ellos. En este concierto de sonidos ha querido el maestro imitar con fortuna un amanecer de primavera en aquellos valles. Sigue un coro bellísimo de campesinos: ”Al campo marchemos-la  noche pasó- y el monte coronan-los rayos del sol”, que todas las noches el público hacía repetir entre grandes aplausos. Un observador inmediato decía de esta pieza que “reúne todas las condiciones de melodía y ritmo y se liga maravillosamente con el preludio, y prepara la salida de Colás con el tamboril. El acompañamiento del silbo que dialoga con la orquesta forman el natural complemento de la introducción, tan perfectamente desempeñada por el compositor. La frescura del valle, la brisa de las montañas, todo se trasluce en esa bellísima página de la partitura”.

Esta música campestre y pastoril era de las que mejor sentía y sabía reproducir el maestro Gaztambide, como hemos tenido ocasión de notar en "La Mensajera", en la despedida que el músico Don Gil dedica a su aldea. De este carácter es también la canción de Marcelo, “el viejo pastor” del valle, a quien había mecido en su cuna el viento de las montañas, llena de sentimiento y de grata melancolía.
Sigue luego un delicioso cuarteto en que litigan la vieja malicia del pastor con la pudorosa pasión de las dos aldeanas, a quienes, sin nombrarlo, les descubre quien es el galán amado cada una, sembrando ya los celos en ellas, pues los describe con los mismos versos, dándoles a entender que es uno mismo el de ambas. La romanza que sigue es muy sentida, y característico y vigoroso el coro de cazadores, que prepara la entrada en escena del capitán Alegría y coro militar, brioso y bien entonado.

Sigue luego la vulgar escena del sorteo, pero que el músico hizo interesante con el vivo contraste del animoso canto de los militares, los ayes de dolor de María y el grito de desesperación y protesta de Víctor. La escena final de este acto ofrece también un dramático contraste. ”La marcha de los soldados, la zozobra de la pobre María luchando entre el futuro y la pérdida de su amante, forman una tierna escena, que el señor Gaztambide ha realzado todavía más, gracias a su exquisito tacto con el manejo de las voces y acompañamiento de la orquesta. El ritmo bélico de los soldados y el sobresalto de la pobre María dejan en el ánimo del espectador un recuerdo que no se borra en el intermedio del primero al segundo acto.”
En este sobresalen el tercero cantando por la triple, el barítono y el tenor, en que la primera está a punto y en peligro de ser descubierta si el capitán dice a Víctor quien aprontó el dinero de su rescate. Este número está escrito de un modo tan hábil y bien trabado, que todas las noches se repetía, no obstante su regular extensión, una y hasta dos veces.

Pero la pieza capital de la zarzuela es el grandioso final del acto, cuando María es arrojada por ladrona del pueblo, entre las protestas del pobre Marcelo y de Víctor el cazador, que aún no sabe quién lo ha redimido. Este número, tanto en la instrumentación como en las voces, expresa exactamente la angustiosa situación de la víctima y sus amigos, así como los furores de un pueblo indignado.
El acto tercero tiene menos importancia porque en parte era ya imposible estirar más la cuerda del sentimiento sin que se rompiese. Solo tiene dos números de canto, y uno de ellos es la linda canción marcial del capitán Alegría, que empieza: "La española infantería,- por la brava y lo gentil,- en combates y en amores- sabe el triunfo conseguir".
Termina la zarzuela con el canto guerrero de los soldados que se aperciben a abandonar definitivamente el valle.

## Estreno y difusión
El 5 de noviembre de 1852 se puso la obra en escena con todo el esmero y lujo posible en aquella época. Luis Muriel pintó vistosas decoraciones: se hicieron trajes para el coro(instruido por Barbieri y bajo la férrea mano de Gaztambide) que se convirtió en la perfección misma al igual que la orquesta.
Los actores se esmeraron en la ejecución de sus papeles. Ángela Moreno, en el difícil papel de María, estuvo bien en la parte cantada;solo se le criticó el que llorase demasiado. Josefa Rizo dio valor al papel poco apreciado que tuvo a su cargo. De ella, el periódico La Época diría:"Su traje nos pareció demasiado rico para una aldeana del Pirineo. Desgraciadamente la mayor parte de nuestras actrices sacrifica la propiedad al prurito de ostentar joyas y vestir lujosos trajes".
A principios de enero de 1853 un periódico madrileño de la época escribió también acerca del éxito cosechado por "El valle de Andorra":

"El teatro del Circo, insolentemente afortunado, se llena todas las noches."El Valle de Andorra" es a este año lo que al pasado fue "Jugar con fuego".Cuarenta y cuatro representaciones van ya de la zarzuela de Gaztambide, que han producido la pequeña suma de más de veinte mil duros.""

"El Valle de Andorra" se convirtió en un éxito rotundo al que se recurría de vez en cuando para dar lugar a la alternancia de obras.El 7 de mayo de 1853 se estrenaría "Don Simplicio Bobadilla", zarzuela de magia en tres actos con música de Hernando, Barbieri, Inzenga y Gaztambide sobre un libreto de Manuel y Victoriano Tamayo Baus. La empresa gastó mucho en su representación, pero la obra no logró el resultado deseado. En la música destaca especialmente una escena y coro de alguaciles debido a Gaztambide. La obra, perfectamente cantada por el coro, se representó catorce días seguidos, reponiéndose más adelante, por lo que la empresa recurrió de nuevo a “El valle de Andorra”, que se había hecho tremendamente popular entre el público. En palabras del crítico de La España, “el fiasco de Don Simplicio Bobadilla es para el teatro del Circo un tremendo golpe. Con más furor que nunca los domésticos de ambos sexos van a formar una cadena magnética en derredor de la partitura del compositor Gaztambide, y solo Dios sabe cuando nos veremos libres de “El Valle de Andorra”, obra apreciadísima, ciertamente, pero tan repetidamente repetida que ya cansa”, refiriéndose a continuación a cómo todo el mundo cantaba en Madrid “El Valle de Andorra”'.

Más tarde, en junio de 1855 sería estrenada en La Habana cosechando un gran éxito.